# 烏利巴河 (額爾濟斯河支流)
49°57′01″N 82°35′00″E / 49.950317°N 82.583406°E

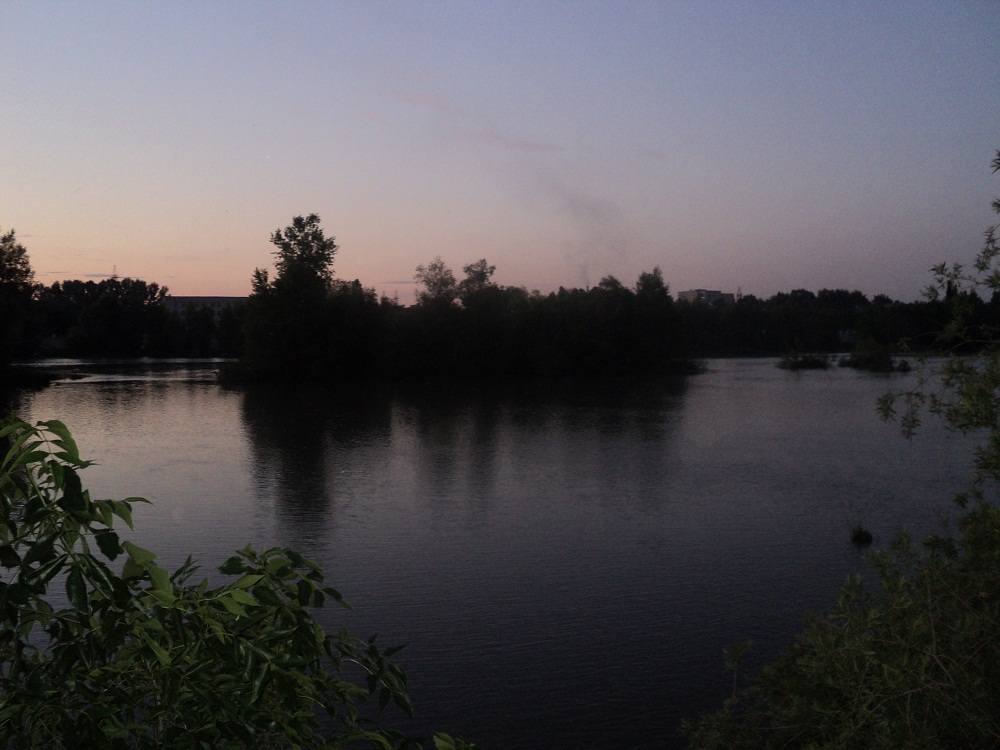

烏利巴河是哈薩克斯坦的河流，屬於額爾濟斯河的右支流，屬於額爾濟斯河的右支流，河道全長100公里，流域面積4,990平方公里，河畔城鎮有奥斯卡曼。

## 外部連結
- http://www.sage.wisc.edu/riverdata/scripts/station_table.php?qual=32&filenum=2672 （页面存档备份，存于）
- https://web.archive.org/web/20100620033732/
- http://www.sage.wisc.edu/riverdata/scripts/station_table.php?qual=32&filenum=2672 （页面存档备份，存于）